# Utilisateur root

Un root (litt. racine) est, sur les systèmes d'exploitation de type Unix, un utilisateur qui possède toutes les permissions sur le système (on dit aussi « super-utilisateur »), aussi bien en mode mono qu'en mode multi-utilisateur. Un tel utilisateur a accès à des fonctions supérieures[réf. non conforme].
Son user identifier (user id ou uid) est 0, qui est traité de façon particulière par le noyau dans les appels système.

## Utilité
L'utilisateur root, ou substitute-user. Généralement, est le compte de l'administrateur système. L'utilisateur root a la possibilité de faire tout ce qu'un utilisateur normal ne pourrait pas faire, comme changer l'appartenance de tous les fichiers.
La séparation entre les droits de l'administrateur et les droits d'un utilisateur normal permet d'avoir un système d'exploitation plus résistant aux virus, ainsi qu'aux autres programmes malveillants. De plus cela donne davantage de tranquillité à l'administrateur, car les utilisateurs ne peuvent quasiment rien casser dans le système, que ce soit par mégarde ou dans l'optique de s'octroyer plus de droits.

## Précautions
De manière générale, l'utilisation du compte root comme compte utilisateur classique comporte des risques et nécessite une grande vigilance, car de simples erreurs de typographie peuvent causer des dégâts irréversibles. Les différents systèmes d'exploitation recommandent de n’effectuer une action en tant qu'utilisateur root que lorsque cela est nécessaire. Pour cela l'action est de passer par l'intermédiaire d'un compte d'utilisateur normal et de passer par la commande su. Pour une utilisation directe, il existe aussi la commande sudo suivie de la ligne de commande à effectuer.
Sur certains systèmes tels que Mac OS X, le mot de passe de root n'est ni demandé, ni communiqué à l'utilisateur lors de l'installation, ce qui oblige celui-ci à utiliser sudo pour administrer son système, à moins que l'utilisateur change lui-même le mot de passe root en utilisant su à travers sudo (exemple : root@wikipedia#:sudo su) et en utilisant passwd pour changer le mot de passe une fois root.
Le lancement d'applications courantes (navigateur, traitement de texte, bavardage clavier, etc.) est fortement déconseillé en mode super-utilisateur, tout comme celui de l'interface graphique : cela crée différentes possibilités de compromission du système par divers services malveillants (virus informatique, cheval de Troie…).

## Sécurité des serveurs
Le mot de passe root constitue donc une véritable clé pour le système, mais aussi une cible pour le piratage de la machine. Les attaques visant à découvrir le mot de passe root sont fréquentes.
Si l'on utilise un système d'exploitation de type Unix en tant que serveur, il est fortement conseillé d'élaborer un mot de passe aussi impénétrable que possible : composé d'une suite de 10 à 20 caractères (chiffres, lettres et caractères spéciaux).